# منزل سلبي

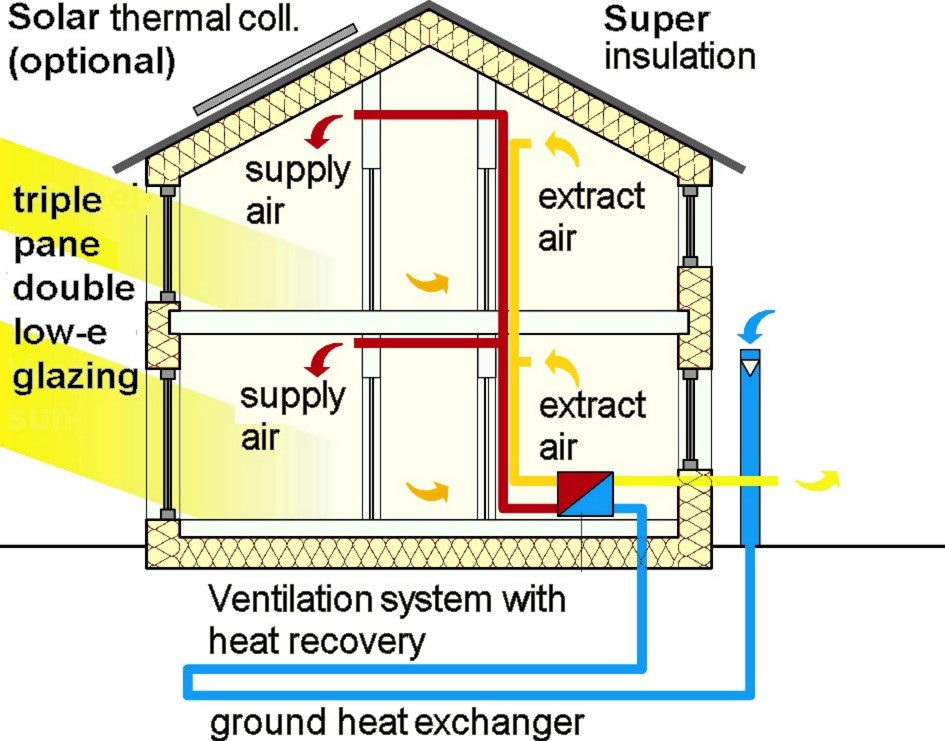
مقطع عرضي لمنزل خامل "سلبي"

المنزل الخامل «السلبي» (بالإنجليزية: passive house)‏ هو مسكن ذو استهلاك منخفض للطاقة، أي مسكن يضمن الراحة الحرارية دون أي تدفئة تقليدية، مثل الغلايات والأجهزة المشعة أو النظم المماثلة. بما ان المنزل الخامل «السلبي» مزود بوسائل عزل سميكة ونظام تهوية معيارية مصممة بشكل جيد، فهو في الحالة المثالية لا يحتاج للتدفئة. فالطاقة المطلوبة في فصل الشتاء لهذا المنزل تأتي من أشعة الشمس والتربة وحرارة أجسام السكان.

## منزل خامل «سلبي» لماذا هذة التسمية
المنزل يسمى خامل «سلبي» لأن مجموع الحرارة التي تأتي من اشعة الشمس، من الأجهزة المنزلية ومن نفس شاغلين المبنى يُعوض الحرارة التي يخسرها المبنى خلال موسم البرد، بالتالي هو خامل لأن مجمل استهلاكه للطاقة خلال العام جد قليل مقارنة مع المنازل التقليدية. الطاقة اللازمة لتحقيق المساواة في التوازن الحراري للبناء عادة ما تقدم بنظم غير تقليدية (مثل السخانات الشمسية أو مضخة حرارة التي هي نظام تهوية لتسخين الهواء ولمراقبة استرداد الطاقة).
- المنزل الخامل «السلبي» يُوصف بأنه مبنى قادر على إقامة علاقة خاصة وثيقة ومترابطة مع العالم الخارجي، وبما ان الظروف الخارجية تختلف حسب الموقع ومع مرور الوقت، البناء الخامل «السلبي» المثالي يجب أن يتغيير، ويتكيف ويندمج وفقا لذلك وباستمرار.
- المباني الخاملة «السلبية» يمكن أن تُشيد بأي من مواد البناء مثل الخشب الهيكلي، الطوب والخرسانة المسلحة.

## كيف يُمكن الحصول على التدفئة في المنزل الخامل «السلبي»
المنزل الخامل «السلبي» هو فئة من فئات المنازل ذوي الأستهلاك المنخفض للطاقة. فيها، الطاقة الأزمة لتدفئة 1m2 سنويا تعادل 1.5 لتر من الديزل، لهذا ليست بحاجة إلى نظام تقليدي للتدفئة.
يُحصل على التدفئة عن طريق:
- منع تشتت الحرارة إلى خارج المبنى؛
- نوعية البناء؛
- إعادة تدوير الحرارة من خلال نظام تهوية قسري؛
- الطاقة الشمسية؛
- الحرارة المنبعثة من جانب أولئك الذين يعيشون في المنزل.

100 ٪ من الطاقة المستهلكة في المنزل، 2 ٪ فقط تستخدم للإضاءة، و 5 ٪ لأغراض الطهي والأجهزة المنزلية، في حين 15 ٪ لإمدادات المياه الساخنة و 78 ٪ للتدفئة، 25 ٪ لتكييف الهواء الصيفي.

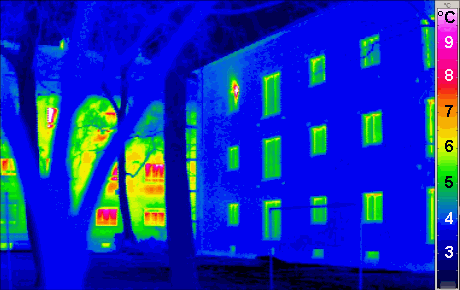
ثيرموغراف يُبين فرق خسران الحرارة بين منزل سلبي وبناء تقليدي (في الخلفية)

تبادلات الحرارة مع البيئة الخارجية تشكل 10 ٪ من الطاقة المنهدرة للمسكن. أحدث الدراسات أظهرت أن هذه الخسائر هي:
- 31 ٪ تحدث من خلال جدران والسقوف،
- 15 ٪ عن طريق الأنابيب
- 14 ٪ من خلال المدخنة
- 13 ٪ عن طريق أنابيب المياة
- 11 ٪ من خلال الأبواب
- 10 ٪ من خلال النوافذ
- 4 ٪ عن طريق ألتطهير والمراوح
- 2 ٪ من خلال المقابس الكهربائية

## ميزان الطاقة يميل إلى التوازن
نظام التدفئة التقليدية يمكن إزالتة إذا كان احتياجات الطاقة للبيت منخفضة للغاية، الذي يستهلك أقل من 15 كيلو واط ساعة لكل متر في السنة (أقل بحوالي 85 ٪ مقارنة بالمنزل التقليدي الذي يستهلك 120 كيلو واط ساعة / متر مربع).
هذه الفوائد تتحقق مع تصميم دقيق للغاية، وخاصة فيما يتعلق بالشمس، مع اعتماد العزل الحراري لارتفاع أداء الجدران الخارجية، السقف والنوافذ ومن خلال اعتماد أنظمة تهوية تُسيطر على استرجاع الطاقة.
في البناء الأوروبي السلبي، الشرط الأساسي للقدرة السنوية للتدفئة هو أن تكون أقل من 15 كيلو واط ساعة / متر مربع) (4755 وحدة حرارية / قدم مربع / سنة)، استهلاك الطاقة الأولية للمعيشة في المنزل السلبي قد لا تتجاوز 120 كيلو واط ساعة / متر مربع) (38039 وحدة حرارية / قدم مربع / سنة) من أجل التدفئة والمياه الساخنة والكهرباء المنزلية

### ميزات المنزل الخامل «السلبي»
وفيما يلي السمات الرئيسية التي تميز المنزل الخامل «السلبي»:
- شكل مُدمج: ويجب أن نحافظ على بناء قدر الإمكان من دون فروعات، وأبراج، والتذييلات الشرفات. المنظر العام ينبغي ان يشبه المكعب ولكن بفضل التصميم الذكي يُمكن التوفيق بين الجمالية وتوفير الطاقة.
- عوازل ذو كفائة عالية: جميع مكونات الغلاف الخارجي للمنزل يجب أن تكون معزولة بحيث ان قيمة الناقلية الحرارية U-Factor لا يزيد عن 0.15 واط / (k m²). استخدام مواد ذو مقاومة عالية للحرارة، مثل الصوف الزجاجي والصوف الصخري؛ عزل المقابس الكهربائية: حتى مقابس الكهرباء يمكن ان تسرب هواء وبالتالي لا بد من عزل نهايات أنابيب وكابلات الكهرباء؛
- التوجيه إلى الجنوب ودراسة حركة الظل: استخدام الطاقة الشمسية هو عامل هام في تصميم المنزل السلبي
- كفاءة نوافذ والزجاج والأطر: زجاج النوافذ والأطر، قيمة اليو ينبغي أن لا تتجاوز 0.80 واط / (m² كاف)، ومعامل الحصول على حرارة الشمس = حوالي 50 ٪؛
- إحكام الغلاف الخارجي للمبنى : تسرب الهواء من خلال المفاصل يجب أن يكون أقل من 0.6 حجم المنزل في الساعة.
- التسخين السلبي للهواء الطلق: الهواء الطلق يمكن رفعها إداخلة إلى المنزل عن طريق قنوات تحت الأرض وذلك للتبادل الحراري مع التربة. يسخن هذا الهواء النقي إلى 5 درجات حتى في أيام الشتاء البارد؛
- الكفاءة العالية في استرداد الحرارة من الهواء العادم عن طريق استخدام مضخة حرارية: حرارة الغازات العادمة تُنقل إلى الهواء النقي الداخل (معدل استرداد الحرارة = 80%).
- الحصول على المياه الساخنة عن طريق مصادر طاقة متجددة: السخنات الشمسية أو مضخات الحرارة توفر المياه الساخنة؛

توفير طاقة الأجهزة المنزلية: أجهزة منزلية ذات استهلاك منخفض للطاقة (ثلاجات، مواقد، مجمدات، والمصابيح والغسالات، والمجففات)، لا غنى عنها في المنزل سلبي.

## شروط الإيداع
معهد المنازل الخاملة «السلبية» الألماني ب.ه.ي. (PHI) في دارمشتات (Darmstadt) تعتبر البناء سلبي إذا استوفت الشروط التالية (الكمية):
- الطاقة اللازمة للتدفئة يجب أن تكون اقل أو تساوي 15 كيلوواط في الساعة لكل (متر مربع)
- الطاقة اللازمة للتبريد يجب أن تكون اقل أو تساوي 15 كيلوواط في الساعة لكل (متر مربع)
- التحميل الحراري للشتاء يجب أن تكون اقل أو يساوي 10 واط للمتر المربع
- التحميل الحراري للصيف يجب أن تكون اقل أو يساوي 10 واط للمتر المربع
- حفظ الهواء يجب أن تكون أكبر أو يساوي n50 0,6 / ح
- طلب الطاقة الأولية يجب أن تكون اقل أو يساوي 120 كيلوواط في الساعة لكل (متر مربع)

المصدر: معهد ترخيص المنازل الخاملة «السلبية» في إيطاليا هو TBZ
في ولاية بولزانو (Günther Gantioler).
وتتطلب المعايير الألمانية أن يتم تبديل الهواء الداخلي بنسبة 30 إلى 50 % كل ساعة.

## تاريخ
فكرة المنزل الخامل «السلبي» ولدت في السويد ونتشرت بصورة رئيسية في ألمانيا والنمسا وهولندا وفي بلدان أخرى في شمال أوروبا، وحتى في إيطاليا يوجد العديد من التجارب المهمة.
في النمسا، ابتدأً من عام 2015، المنزل الخامل «السلبي» سيكون معيارا لجميع المباني، وفي منطقة فورارلبيرك (Vorarlberg) هو إلزامية منذ 1 كانون الثاني / يناير 2007.

## انتشار فكرة المنزل الخامل «السلبي»
قد تم توسيع فكرة المنزل الخامل «السلبي» لتصبح أسلوب شائع في تشييد المباني الحكومية والمدارس والمكاتب في أوروبا.
وقد أصبحت ألمانيا باعتبارها تعتمد على استيراد الطاقة لتدفئة المنازل رائدة في مجال تصميم المنازل الخاملة «السلبية». ويقدر عدد المباني الخاملة «السلبية» في ألمانيا حتى الآن بنحو 6 ألاف مبنى من منازل ومدارس ومكاتب. ويوقع بحلول عام 2010 أن خُمس المباني الألمانية الجديدة أو 60 ألف وحدة ستُبنى حسب معايير المنازل السلبية.
ويرى المهندس المعماري جورج زيليك مصمم أحد المجمعات السكنية المبنية على نظام المنزل الخامل «السلبي» (والذي يعيش في أحدها) «أن الأمر ليس سحرا ولكنه مجرد بناء ذكي».

## تكلفة البناء
تكلفة بناء المنزل الخامل «السلبي» تزيد من 5 إلى 20 في المئة بالنسبة لتكلفة المنزل التقليدي. سبب هذة التكلفة الإضافية يأتي من عمل طبقة عازلة من الفلين بسمك 3-5 سنتيمتراً على الحوائط وتحت الاسقف.

### حوافز
حتى المباني الجديدة سوف تتمتع بالحوافز المقدمة من السلطات المعنية (في أوروبا).
المباني الجديدة التي حجمها أكبر من 10,000 متر مكعب والتي تتطلب طاقة أقل 50 ٪ مقارنة بالمباني التقليدية، لها الحق بمساهمة حكومية = 55 ٪ من التكاليف الإضافية لعمل نظم توفير للطاقة.

## قلب المنزل
يعتمد المنزل الخامل «السلبي» على قلب يبث فيه الدفء: وهو مضخة توضع في الدور الأرضي وتقوم بسحب الهواء البارد من الحمامات والمطبخ ويدفعه إلى جهاز تدفئة ليعود هواء نظيفاً نقياً عبر فتحات خاصة إلى غرف المنزل، ولا توجد تيارات هوائية في بعض المنازل السلبية حيث يتحرك الهواء ببطء شديد وليس ثمة حاجة لأي تهوية إضافية.
في الصيف تعمل أجهزة تغيير الحرارة بشكل عكسي فتحتفظ بالهواء البارد. ويظل المنزل الخامل «السلبي» دافئا من خلال الناس الذين يعيشون فيه أيضاً. فالكائن البشري يشع طاقة تعادل مصباح إضاءة بقوة 100 وات كما تتوفر التدفئة أيضا للمنزل من خلال أعمال الطبخ واستخدام المياه الساخنة. الفكرة هي الاحتفاظ بهذه الطاقة داخل المنزل بدلاً من تركها تتسرب إلى خارجه.

## اختبار النوعية
من أجل بناء المنزل السلبي، يجب الاهتمام بنوعية ومناسبة جميع عناصر التصميم، في التخطيط والتنفيذ وفي إدارة البناء، في حساب احتياجات المنزل للطاقة، في تجنب الجسور الحرارية. في التحقق من نتائج التصميم أثناء مرحلة التشييد.
التجارب التي تسمى اختبار منفاخ الباب (Blower-Door-Test) ووفقا للقانون UNI EN 13829 ؛ القيمة n50 التي تم الحصول عليها من الأختبار لا ينبغي أن تتجاوز 0.6 h-1 والتي تهدف من التحقق من الأغلاق المحكم لجميع مكونات البناء الخام.
في ألمانيا، عند نهاية العمل المصنعين يمكن ان يطلبوا من السلطة المعينة تصديق شهادة تُثبت قيم اكتساب وخسران الطاقة.
في إيطاليا هناك شهادة مماثلة، تُقيم توفير الطاقة لفئات الأجهزة المنزلية، الدرجة الأولى يُشير إليها بحرف «أ» ويقل بنمو الأحرف الأبجدية.

## أمثلة

### المنزل الخامل «السلبي» في شيراسكو
13/10/2006—ولد في شيراسكو Cherasco، في مقاطعة كونيو Cuneo، البيت الخامل «السلبي» المصمم من قبل المهندس الأيطالي نوفو M. Novo
وفقاً للمعايير المعتمدة لPassivhaus ، أداء هذا المنزل بلغ 14.6 كيلو واط ساعة للمتر المربع في السنة، هذا الحد الأدنى من احتياجاته للطاقة، تسمح للملاك استرداد في وقت قصير التكلفة الباهظة التي صُرفت لبلوغ هذا المستوى. المنزل الخامل «السلبي» يستهلك 90 ٪ من الطاقة أقل من المنزل التقليدي و 80٪ أقل من المنزل الحديث.
على وجه الخصوص، فاتورة منزل شيراسكو هذا الشتاء كانت 175 يورو للتدفئة والمياه الساخنة، أما تلك للمنزل المجاور، الذي لة نفس الحجم، كانت أكثر من 3,000 يورو.
الأهداف التي طرحت لتنفيذ غلاف المنزل :
- استمرارية العازل بين الجدران الخارجية والسقف؛
- عدم الجسور الحرارية
- فصل الطبقات الداخلية والخارجية للجدار.

اهتمام خاص في عزل الجدران: الواح الصوف الصخري Rockwool بسمك 24 سم مثبتة على الجدار الداخلي بعد ذلك تُشيد الطبقة الخارجية للجدار.
عملية عزل السقف أيضاً هي مهمة لنجاح المشروع: الطبقة الأولى تتكون حاجز للبخار ثم طبقتين من الصوف الصخري بسمك 30 سم، فوقهن مادة عازلة ثم حاجز ضد المياه والرياح، ثم طبقة ثانية مع تهوية، وأخيرا بلاط السقف.
النوافذ مزودة بزجاج ثلاثي، في حين ان التهوية والتدفئة تدار من قبل مجموعة تحتوي على مضخة حرارة، وجهاز مُسترد للحرارة، وخزان مياه ومروحة لضمان تدفق الهواء اللازم.

### المنزل الخامل «السلبي» للسيد جان بيرو ماركيوري

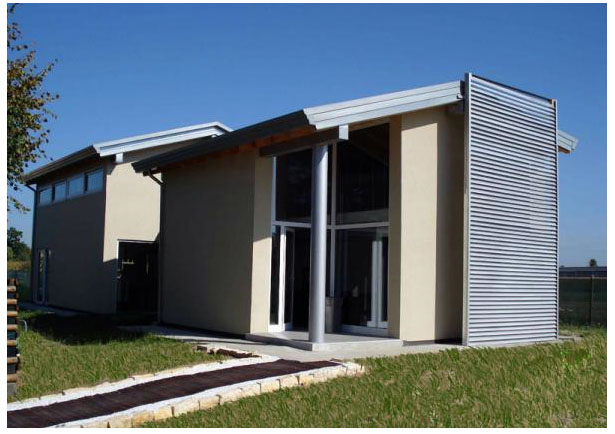
المنزل الخامل "السلبي" للسيد جان بيرو ماركيوري

في مقاطعة بادوفا، المساح الأيطالي جان بييرو، بنى منزل سلبي، أو على الأقل منزل تقترب ميزاتة إلى معايير المنزل الخامل «السلبي» الألماني (Passivhaus) الذي يعرف كمسكن يكفل الرفاه الحراري دون أي تدفئة تقليدية.
جان بييرو استطاع ان يُخفض التكاليف الإجمالية للبناء لتتعادل مع النوع التقليدي (ارتفاع تكلفة المواد يُقابلة تقليل من تكاليف العمالة، نحو 15 أيام عمل).

#### ميزات عامة
- المنزل في الصيف ليس بحاجة إلى أجهزة تكييف هواء، لأن لة تهوية جيدة ولا يوجد أي نافذة معرض لأشعة الشمس؛
- المنزل مشرق للغاية لأن له العديد من النوافذ وجميعهن مزودات بزجاج عازل
- التدفئة يوفرها موقد بيليه؛
- لتسخين ألمياه رُكبت غلاية تستعمل الموقد في فصل الشتاء وفي الصيف سخان شمسي؛

غسالة الصحون والغسالة مرتبطين بأنابيب الماء الساخن وهذا يقلل من استهلاك الكهرباء لتسخين المياه؛
- الحديقة مزودة بأضواء تعمل عن طريق بطاريات التي يُعاد شحنها خلال النهار عن طريق الألواح الضوئية (2 كافيان لضمان حوالي 100W)؛
- مياه الأمطار تُجمع في خزانات تحت الأرض وتُستخدم لري الحديقة.

#### ميزات تقنية

##### الأساس
- إنجاز كتلة خرسانة سمك 70 cm، لها فتحات تهوية طبيعية موجة إلى شمال جنوب، مما يتيح التخلص من غاز «الرادون» المنبعث من تحت الأرض.

##### أطر حديدية
هيكل فولاذي مغروس في الأرض ومربوط بقضبان من شأنها أن تضمن المقاومة ضد الهزات الأرضية (وفقا للقانون السيزمية) والرياح.

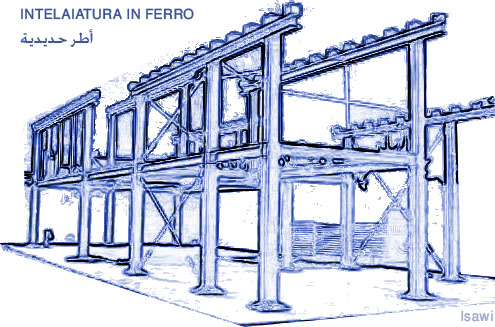
أطر حديدية

##### الجدران الخارجية
الهيكل المحيط يتألف من خشب رقائقي نوع ساندويتش مليء بمواد عازلة للحرارة (EPS) مع جرافيت.

##### معطف حراري

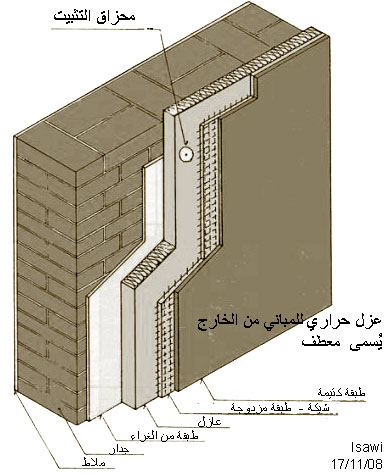
عزل حراري للمباني من الخارج (معطف)

يتكون من ألواح بوليستيرين (EPS) بسمك 6 سم وجرافيت (٪ أدنى) مركبة مع بعضها بطريقة ذكر / أنثى ملصقة بغراء وبشبكة معطفية وبملصقات اسمنتية طاردة للمياه.

##### سقف
ألواح من الخشب الرقائقي وخشب التنوب على ألواح خشبية متلاصقة معالجة بمنتجات مائية، طبقة كواينا لعدم التسرب، «ساندويتش» بسمك 15 cm يتألف من OSB بوليستيرين و OSB مغطاة بألواح الوزينك (Aluzink) على طبقة بوليستيرين بسمك 12 cm.

##### النظام الحراري
ليس هناك أي تدفئة «تقليدية» (أجهزة مشعة، تدفئة تحت البلاط) بل التدفئة تأتي من وجود موقد بيليه يضمن الراحة الحرارية في فصل الشتاء.

##### بلاط -- سقف
في الطابق الأرضي طبقة خرسانة البلاط 5 سم تستند على منصة متهوية من جانب بينما السقف مصنوع من خشب رقائقي على لوحات متلاصقة من الخشب، طبقة ممتصة للضوضاء و OSB وبركيت
وفي الختام، أهم العوامل بالإضافة إلى التوجه الصحيح لنجاح المنزل السلبي، هم:
- التدفئة والتهوية
- نوع وتركيب النوافذ
- وضع سيليكون حول أنابيب النظام الكهربائي لمنع تسرب الهواء
- طريقة تركيب العوازل

## معلومات أخرى
- التنمية التقنية الجديدة في إنتاج الطاقة من مصادر متجددة هي «طاقة الحرارة الأرضية» (Geothermal power). الحرارة الكامنة التي تستخرج من الأرض لأعطاء الحرارة للمضخة المنزلية هي الآن تكنولوجيا تُستخدم بكثرة حتى في المنازل الصغيرة.
- عناصر البناء سابقة التجهيز في المصنع تحتوي على عيوب قليلة ولا يوجد بها أسمنت أو جص يحتاج شهورا لكي يجف.
- المنازل الخاملة «السلبية» ليس لها نوافذ كبيرة في اتجاه الجنوب، لهذا لا تزداد حرارتها كثيرا في الشهور الدافئة.
- البناء الاسمنتي يحتفظ بالحرارة أفضل من الخشب.